# Джонні Ігер
«Джонні Ігер» (англ. Johnny Eager) — фільм нуар режисера Мервіна Лероя, що вийшов на екрани в 1941 році.
Фільм розповідає про гангстера Джонні Ігера (Роберт Тейлор), який після умовно-дострокового звільнення для прикриття влаштовується таксистом, водночас продовжуючи керувати своєю підпільною імперією азартних ігор. Після випадкової зустрічі в нього закохується студентка соціологічного факультету Лісбет Бард (Лана Тернер), яка виявляється прийомною дочкою міського прокурора (Едвард Арнольд), який свого часу засадив Джонні за грати. Обдуривши Лісбет за допомогою фіктивного вбивства, Джонні шантажує її вітчима, отримуючи від нього дозвіл на відкриття арени для собачих бігів, проти чого прокурор раніше різко виступав. Добившись мети, Джонні відчуває, що закохується в Лісбет, і несподівано для себе відчуває докори совісті перед дівчиною, що страждає, що призводить його до смертельного зіткнення з конкуруючою бандою.
За гру у цьому фільмі Ван Гефлін був удостоєний премії Оскар як найкращий актор у ролі другого плану.